# Pietro Paolo Caruana
Pietro Paolo Caruana (La Valletta, 4 gennaio 1793 – La Valletta, 23 aprile 1852) è stato un pittore e litografo maltese.

## Biografia
Pietro Paolo Caruana nacque il 4 gennaio a La Valletta, figlio di Giuseppe Caruana e Maria Teresa née Marchett, e venne battezzato nella Chiesa di Porto Salvo. 
Iniziò la sua carriera nella bottega della città, studiando assieme a Michele Busuttil e Giorgio Pullicino. Da ragazzo, si arruolò nell'esercito e venne promosso a "Ufficiale di Bandiera" durante l'epidemia del 1813/14.
Successivamente, la famiglia lo inviò a Roma per studiare e migliorare le proprie conoscenze d'arte assieme al compagno Giuseppe Hyzler, imbarcandosi il 19 febbraio 1819.
A Roma divenne un grande amico e allievo del pittore faentino Tommaso Minardi. Caruana ritornò definitivamente a Malta il 28 ottobre dello stesso anno, insieme alla moglie Ursola d'Andrè, sposata a Roma, e ai loro due figli, Raffaele e Salvatore. Nel febbraio del 1828, a Floriana, nacque la loro figlia Maria Anna.
Nel novembre del 1831, Caruana fu nominato insegnante di disegno al Liceo di La Valletta. Nel novembre del 1836, durante un'assemblea per l'elezione dei membri dell'Assemblea Nazionale, il 'Corpo delle Belle Arti del Disegno' scelse come deputati Michele Cachia, Giorgio Pullicino e Pietro Paolo Caruana, dimostrando l'alta stima dei suoi colleghi artisti nei suoi confronti.
Caruana fu anche un pioniere della litografia a Malta, essendo il primo maltese a possedere una macchina litografica e a produrre litografie.
Pietro Paolo Caruana morì il 23 aprile 1852, lasciando la sua seconda moglie, Maria Madiona, e nove o dieci figli. Fu sepolto nella Chiesa Parrocchiale di Porto Salvo, a Valletta, dove era stato battezzato.

## Le opere

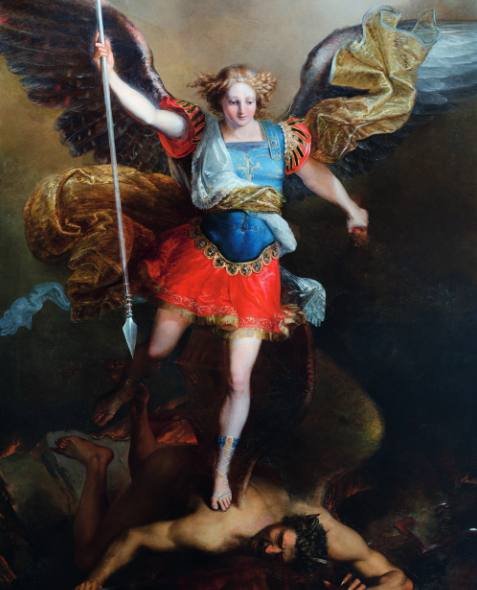
San Michele l'Arcangelo, 1823, Palazzo del Gran Maestro, Valletta

Poco prima di partire per Roma, gli venne commissionato dal Governo Maltese di realizzare due dipinti per La Sala del Maggior Consiglio del Palazzo: uno raffigurante la celebre scena di San Giorgio e il Drago e l'altro il trionfo di San Michele su Lucifero.

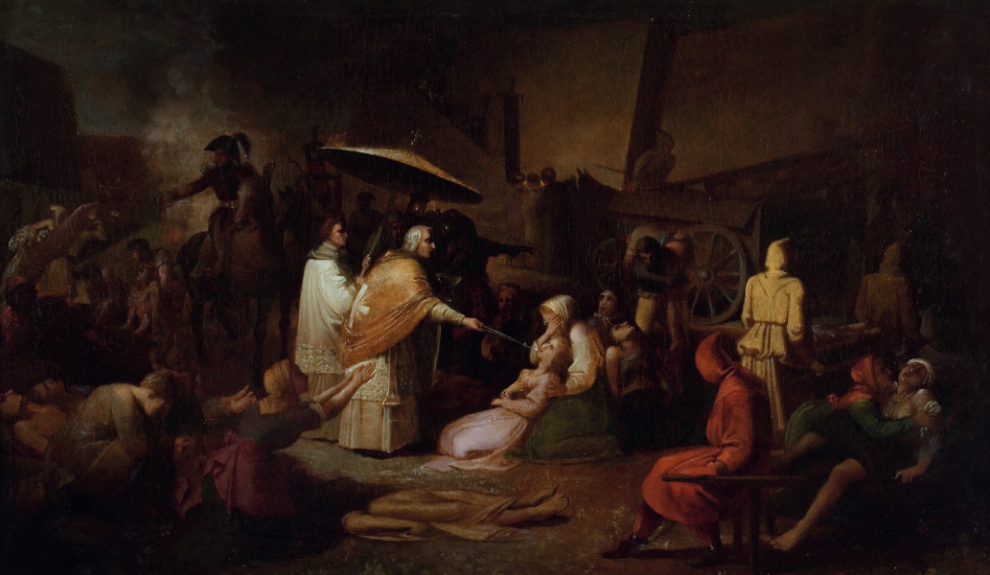
La piaga del 1813, 1820 (?), MUZA Valletta

Realizzò anche un dipinto raffigurante le vicessitudini della città di Valletta durante l'Epidemia del 1813.
Durante il suo soggiorno nella città eterna, Caruana perfezionò ulteriormente le sue competenze artistiche sotto la guida del pittore faentino Tommaso Minardi. Al suo ritorno a Malta nel 1827, espose un dipinto rappresentante il Naufragio di San Paolo, destinato a una chiesa di Tripoli. Quest'opera dimostra la sua capacità di catturare scene drammatiche e di forte impatto visivo.
La sua opera più significativa è considerata la "Collezione di monumenti e lapidi sepolcrali" (1838-1840), che rappresenta un'importante documentazione del patrimonio storico e culturale di Malta.